# Frančiškanski samostan Ljubljana - Šiška
Frančiškanski samostan Šiška je manjši rimskokatoliški samostan reda manjših bratov (oz. frančiškanov), ki je del župnije Ljubljana - Šiška; sama zgradba se nahaja v Spodnji Šiški ob cerkvi sv. Frančiška.
V samostanu delujejo štirje bratje frančiškani, ki poleg samostana in cerkve sv. Frančiška, skrbijo še za cerkev sv. Jerneja.
Samostan je bil uradno ustanovljen 17. marca 1947, ko je bila takratna frančiškanska rezidenca razglašena za samostan.
V samostanu je bogata knjižnica, ki hrani veliko starih knjig in rokopisov, med njimi tudi izvirni natis (prvotisk - inkunabula) Slave vojvodine Kranjske.

## Predstojniki
- gvardijan p. Ladislav Pintar (1949-1953)
- gvardijan p. Klemen Šmid (1953-29. julij 1962)
- gvardijan p. Engelhard Štucin (1962-29. julij 1968)
- gvardijan p. Pij Goli (29. julij 1968-30. julij 1974)
- gvardijan p. Urban Grgurič (1974-1877)
- gvardijan dr. p. Viktor Papež (1977-1978)
- gvardijan p. Robert Mazovec (1978-1979)
- gvardijan p. Lavrencij Anžel (1979-1986)
- gvardijan p. Stane Zore (1986-1992)
- gvardijan p. Pavle Jakop (1992-2001)
- gvardijan p. Vid Lisjak (2001-2004)
- gvardijan p. Mari Osredkar (2004-2007)
- gvardijan p. Bogdan Knavs (2007-2010)
- gvardijan p. Janez Papa (2010-)